# المشرف (أبو ظبي)
المشرف منطقة سكنية في مدينة أبو ظبي، الإمارات العربية المتحدة.
تقع المشرف بين شارع الشيخ راشد بن سعيد (طريق المطار) وشارع الخليج العربي حتى جسر المصفح. وتضمّ المنطقة قصر المشرف وحديقة أم الإمارات بالإضافة إلى المشرف مول. كما يضمّ مركز للحرف اليدوية النسائية، والذي تُمارسن فيه العديد من الحرف مثل السدو (نسج السجاد) والتلي (التطريز).